# Angelica Moratelliová
Angelica Moratelliová (* 17. srpna 1994 Trento) je italská profesionální tenistka. V sérii WTA 125 vybojovala dvě deblové trofeje. V rámci okruhu ITF získala deset titulů ve dvouhře a třicet jedna ve čtyřhře.
Na žebříčku WTA byla ve dvouhře nejvýše klasifikována v září 2013 na 318. místě a ve čtyřhře v září 2024 na 62. místě.

## Tenisová kariéra
Na okruhu WTA Tour debutovala čtyřhrou římského Internazionali BNL d'Italia 2016, do níž s krajankou Giovineovou – sestřenicí Pennettaové – obdržely divokou kartu. Přes Číňanky Sü I-fan a Čeng Saj-saj postoupily do druhého kola, kde je vyřadily třetí nasazené Tímea Babosová s Jaroslavou Švedovovou. První finále na okruhu WTA Tour si zahrála na antukovém Palermo Ladies Open 2023. V deblové soutěži se její spoluhráčkou stala krajanka Camilla Rosatellová. V závěrečném duelu však nestačily na turnajové jedničky Janu Sizikovovou s Kimberley Zimmermannovou po dvousetovém průběhu.
V soutěži smíšených týmů, United Cupu 2024, prohrála mix s Lorenzem Sonegem proti Němcům Kerberové a Zverevovi. Italský výběr nepostoupil ze skupiny, v níž obsadil poslední místo. Na United Cupu 2025 se jako deblová specialistka stala členkou italského družstva, které vypadlo ve čtvrtfinále s Českem.
Na grandslamu se poprvé představila v sezóně 2024, když odehrála všechny čtyři deblové soutěže. V úvodních kolech skončila se spoluhráčkami na Australian Open, French Open i ve Wimbledonu. První grandslamové zápasy pak vyhrála s Rumunkou Jaqueline Cristianovou na US Open. Nejdříve vyřadily patnácté nasazené Eikeriovou s Neelovou a nezastavily je ani Martićová s Rogersovou. Do čtvrtfinále je nepustily členky prvního světového páru, Dabrowská s Routliffeovou, když  nezvládly vyrovnané koncovky obou setů. Na říjnovém Japan Open 2024 v Ósace si po boku Češky Anny Siskové zahrála semifinále. Do deblové soutěže vstoupily hladkým vítězstvím nad turnajovými dvojkami Keninovou a Mattekovou-Sandsovou, jež figurovaly v první třicítce deblového žebříčku. I z druhého kariérního finále na túře WTA odešla poražena, když na klužském Transylvania Open 2025 nenašla s Cristianovou recept na Siskovou a Kempenovou.

## Finále na okruhu WTA Tour

### Čtyřhra: 2 (0–2)
| Legenda            |
| ------------------ |
| Grand Slam (0)     |
| Turnaj mistryň (0) |
| WTA 1000 (0)       |
| WTA 500 (0)        |
| WTA 250 (0–2)      |

| Stav       | č. | datum         | turnaj          | kategorie | povrch    | spoluhráčka           | soupeřky ve finále                      | výsledek |
| ---------- | -- | ------------- | --------------- | --------- | --------- | --------------------- | --------------------------------------- | -------- |
| Finalistka | 1. | červenec 2023 | Palermo, Itálie | WTA 250   | antuka    | Camilla Rosatellová   | Jana Sizikovová Kimberley Zimmermannová | 2–6, 4–6 |
| Finalistka | 2. | únor 2025     | Kluž, Rumunsko  | WTA 250   | tvrdý (h) | Jaqueline Cristianová | Magali Kempenová Anna Sisková           | 3–6, 1–6 |

## Finále série WTA 125

### Čtyřhra: 5 (2–3)
| Legenda       |
| ------------- |
| WTA 125 (2–3) |

| Stav       | č. | datum       | turnaj                  | povrch | spoluhráčka         | soupeřky ve finále                      | výsledek          |
| ---------- | -- | ----------- | ----------------------- | ------ | ------------------- | --------------------------------------- | ----------------- |
| Vítězka    | 1. | září 2023   | Bukurešť, Rumunsko      | antuka | Camilla Rosatellová | Valentini Grammatikopoulou Anna Sisková | 7–5, 6–4          |
| Finalistka | 1. | únor 2024   | Puerto Vallarta, Mexiko | tvrdý  | Camilla Rosatellová | Iryna Šymanovičová Renata Zarazúová     | 2–6, 6–7(1–7)     |
| Vítězka    | 2. | březen 2024 | Antalya, Turecko        | antuka | Camilla Rosatellová | Tímea Babosová Věra Zvonarevová         | 6–3, 3–6, [15–13] |
| Finalistka | 2. | červen 2024 | Bari, Itálie            | antuka | Renata Zarazúová    | Irina Chromačovová Anna Danilinová      | 1–6, 3–6          |
| Finalistka | 3. | červen 2024 | Valencie, Španělsko     | antuka | Renata Zarazúová    | Katarzyna Piterová Fanny Stollárová     | 1–6, 6–4, [8–10]  |

## Tituly na okruhu ITF
| Turnaje okruhu ITF         | Turnaje okruhu ITF            |
| -------------------------- | ----------------------------- |
| Turnaje W100 (100 000 $)   | Turnaje W80 (80 000 $)        |
| Turnaje W75/W60 (60 000 $) | Turnaje W50/W40 (50/40 000 $) |
| Turnaje W35/W25 (25 000 $) | Turnaje W15/W10 (15/10 000 $) |

### Dvouhra (10 titulů)
| Č.  | datum         | turnaj               | kategorie | povrch     | poražená finalistka   | výsledek          |
| --- | ------------- | -------------------- | --------- | ---------- | --------------------- | ----------------- |
| 1.  | únor 2013     | Linköping, Švédsko   | 10 000    | tvrdý (h)  | Malin Ulvefeldtová    | 7–6(5), 6–1       |
| 2.  | leden 2016    | Hammámet, Tunisko    | 10 000    | antuka     | Karin Kennelová       | 6–3, 6–3          |
| 3.  | únor 2016     | Hammámet, Tunisko    | 10 000    | antuka     | Audrey Albiéová       | 7–6(3), 6–4       |
| 4.  | únor 2016     | Hammámet, Tunisko    | 10 000    | antuka     | Margot Yerolymosová   | 6–2, 6–2          |
| 5.  | červen 2016   | Oeiras, Portugalsko  | 10 000    | antuka     | Victoria Bosiová      | 6–4, 6–2          |
| 6.  | březen 2018   | Le Havre, Francie    | 15 000    | antuka (h) | Marine Partaudová     | 5–7, 6–1, 6–4     |
| 7.  | květen 2018   | Hammámet, Tunisko    | 15 000    | antuka     | Jade Suvrijnová       | 7–5, 7–5          |
| 8.  | květen 2018   | Hammámet, Tunisko    | 15 000    | antuka     | Nastassja Burnettová  | 6–3, 6–3          |
| 9.  | červen 2018   | Sassuolo, Itálie     | 15 000    | antuka     | Anne Schäferová       | 6–4, 6–3          |
| 10. | prosinec 2021 | Lousada, Portugalsko | W15       | tvrdý (h)  | Celia Cervino Ruizová | 6–3, 1–6, 7–6(11) |

### Čtyřhra (31 titulů)
| Č.  | datum         | turnaj                               | kategorie | povrch    | spoluhráčka           | poražené finalistky                         | výsledek            |
| --- | ------------- | ------------------------------------ | --------- | --------- | --------------------- | ------------------------------------------- | ------------------- |
| 1.  | srpen 2011    | Todi, Itálie                         | 10 000    | antuka    | Federica di Sarraová  | Stephanie Bengsonová Kirsten Flowerová      | 7–6(6), 7–5         |
| 2.  | srpen 2012    | Pörtschach, Rakousko                 | 10 000    | antuka    | Milana Spremová       | Lara Michelová Tess Sugnauxová              | 1–6, 6–4, [10–4]    |
| 3.  | září 2012     | Praha, Česko                         | 10 000    | antuka    | Lucy Brownová         | Kateřina Kramperová Magda Linetteová        | 6–3, 5–7, [10–6]    |
| 4.  | září 2014     | Pula, Itálie                         | 10 000    | antuka    | Alice Balducciová     | Cristiana Ferrandová Stefania Rubiniová     | 6–1, 6–4            |
| 5.  | únor 2016     | Hammámet, Tunisko                    | 10 000    | antuka    | Petra Janusková       | Deborah Kerfsová Alina Wesselová            | 6–1, 6–2            |
| 6.  | duben 2016    | Hammámet, Tunisko                    | 10 000    | antuka    | Petra Janusková       | Maria Palhotová Charlotte Römerová          | 7–6(7), 7–5         |
| 7.  | duben 2016    | Hammámet, Tunisko                    | 10 000    | antuka    | Manon Arcangioliová   | Inès Ibbouová Petra Janusková               | 6–3, 6–4            |
| 8.  | srpen 2016    | Aprilia, Itálie                      | 10 000    | antuka    | Giorgia Marchettiová  | Deborah Chiesaová Emilie Francatiová        | 6–1, 6–3            |
| 9.  | únor 2017     | Hammámet, Tunisko                    | 15 000    | antuka    | Giorgia Marchettiová  | Sü Ťie-jü Jana Sizikovová                   | 6–4, 6–3            |
| 10. | únor 2017     | Hammámet, Tunisko                    | 15 000    | antuka    | Giorgia Marchettiová  | Sü Ťie-jü Victoria Munteanová               | 2–6, 6–3, [10–8]    |
| 11. | srpen 2017    | Mrągowo, Polsko                      | 15 000    | antuka    | Jade Suvrijnová       | Maia Lumsdenová Anastasija Šošynová         | 6–4, 6–4            |
| 12. | srpen 2017    | Mrągowo, Polsko                      | 15 000    | antuka    | Marine Partaudová     | Akiko Okudová Kelly Willifordová            | 6–2, 6–3            |
| 13. | září 2017     | Hammámet, Tunisko                    | 15 000    | antuka    | Natasha Piluduová     | Mia Eklundová Amy Zhuová                    | 6–4, 6–2            |
| 14. | listopad 2017 | Hammámet, Tunisko                    | 15 000    | antuka    | Natasha Piluduová     | Dominique Karregatová Caroline Roméová      | 6–2, 7–5            |
| 15. | únor 2018     | Hammámet, Tunisko                    | 15 000    | antuka    | Melania Delaiová      | Sü Ťie-jü Sandra Samirová                   | 6–2, 6–4            |
| 16. | květen 2018   | Hammámet, Tunisko                    | 15 000    | antuka    | Marie Benoîtová       | Uljana Ajzatulinová Julyette Steurová       | 6–3, 6–4            |
| 17. | červen 2018   | Óbidos, Portugalsko                  | 25 000    | koberec   | Linnéa Malmqvistová   | Berfu Cengizová Sara Tomicová               | 7–5, 2–1skreč       |
| 18. | duben 2019    | Tabarka, Tunisko                     | 15 000    | antuka    | Karolína Beránková    | Sarah Leeová Chelsea Vanhoutte              | 7–5, 4–6, [10–7]    |
| 19. | červen 2019   | Padova, Itálie                       | 25 000    | antuka    | Cristina Dinuová      | Carolina Alvesová Gabriela Céová            | 7–6(7), 3–6, [10–8] |
| 20. | září 2019     | Trieste, Itálie                      | 25 000    | antuka    | Cristina Dinuová      | Dalma Gálfiová Valentini Grammatikopoulou   | 4–6, 6–1, [10–8]    |
| 21. | leden 2020    | Stuttgart, Německo                   | 15 000    | tvrdý (h) | Aljona Fominová       | Karolína Beránková Francisca Jorgeová       | 7–5, 6–2            |
| 22. | březen 2022   | Palma Nova, Španělsko                | W15       | antuka    | Aurora Zantedeschiová | Bianca Elena Bărbulescuová Briana Szabóová  | 7–5, 6–2            |
| 23. | květen 2022   | Pula, Itálie                         | W25       | antuka    | Camilla Rosatellová   | Matilde Jorgeová Francisca Jorgeová         | 6–4, 7–5            |
| 24. | červenec 2022 | Cordenons, Itálie                    | W60       | antuka    | Eva Vedderová         | Yuliana Lizarazová Aurora Zantedeschiová    | 6–3, 6–2            |
| 25. | srpen 2022    | Agadir, Maroko                       | W25       | antuka    | Aurora Zantedeschiová | Jacqueline Cabaj Awadová Martina Colmegnová | 6–2, 4–6, [10–8]    |
| 26. | září 2022     | Pula, Itálie                         | W25       | antuka    | Camilla Rosatellová   | Jennifer Ruggeriová Noelia Zeballosová      | 6–4, 6–4            |
| 27. | říjen 2022    | Pula, Itálie                         | W25       | antuka    | Camilla Rosatellová   | Jessie Aneyová Sapfo Sakellaridiová         | 6–7(4), 7–5, [10–5] |
| 28. | červen 2023   | Řím, Itálie                          | W60       | antuka    | Camilla Rosatellová   | Oana Gavrilăová Sapfo Sakellaridiová        | 3–6, 6–0, [10–7]    |
| 29. | srpen 2023    | Cordenons, Itálie                    | W60       | antuka    | Camilla Rosatellová   | Isabelle Haverlagová Eva Vedderová          | 0–6, 6–2, [10–5]    |
| 30. | říjen 2023    | Les Franqueses del Vallès, Španělsko | W100      | tvrdý     | Camilla Rosatellová   | Kao Sin-jü Darja Semeņistajová              | 4–6, 7–5, [10–6]    |
| 31. | listopad 2023 | Solarino, Itálie                     | W25       | koberec   | Lisa Pigatová         | Sofia Šapatavová Emily Webleyová-Smithová   | 6–3, 6–4            |